# 洛伊施纳环形山

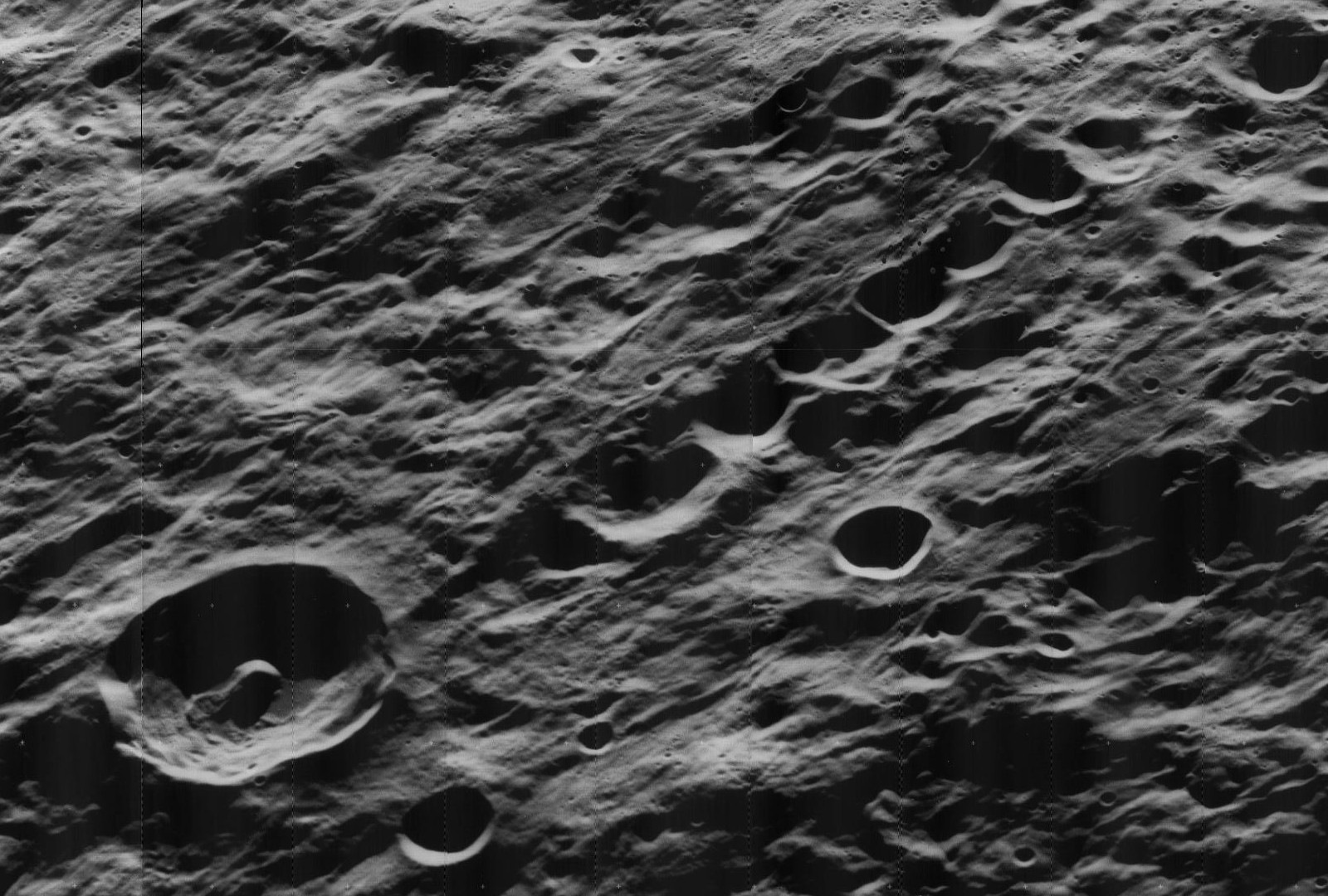
月球轨道器5号拍摄的洛伊施纳环形山(左下)和洛伊施纳链坑(右上)西向斜视图

洛伊施纳环形山（Leuschner）是位于月球背面赤道区的一座年轻撞击坑，约形成于32-11亿年前的爱拉托逊纪，其名称取自美国天文学家暨教育家阿明·奥托·洛伊施纳，1970年被国际天文学联合会正式接受。

## 描述
该陨坑位于科迪勒拉山脉西北，它的西北靠近科尔霍斯特环形山、北面毗邻布特列洛夫陨石坑，楞次陨石坑和及格拉乔夫陨石坑分别位于的东侧和南面，从洛伊施纳环形山的北侧坑壁上向西北延伸出绵延364公里的洛伊施纳链坑。该陨坑中心月面坐标为1°40′N 109°03′W / 1.67°N 109.05°W，直径50.14公里，深约2.35公里。
洛伊施纳环形山坐落在环东方海撞击盆地的巨大喷发覆盖层内，外观轮廓大体圆状，但边缘较为参差，几乎没有受到较大的侵蚀磨损，坑壁边沿尖峭、完整，沿东侧壁沿二侧嵌入了二座醒目的细小撞击坑，陨坑内侧壁较为宽厚，东侧可看到阶坡结构残迹。它的坑壁最大高出周边地形1130米，内部容积约有2013.74公里3。坑内相对平坦，在西南和东侧分布有一些半环形的山脊，坑底中心坐落了一座由斜长岩(A)和含85-90%斜长石的辉长-苏长-橄长斜长岩(GNTA1)构成的中央峰。

## 卫星陨石坑
按惯例，最靠近洛伊施纳环形山的卫星坑将在月图上用字母标注在它的中心点旁边。

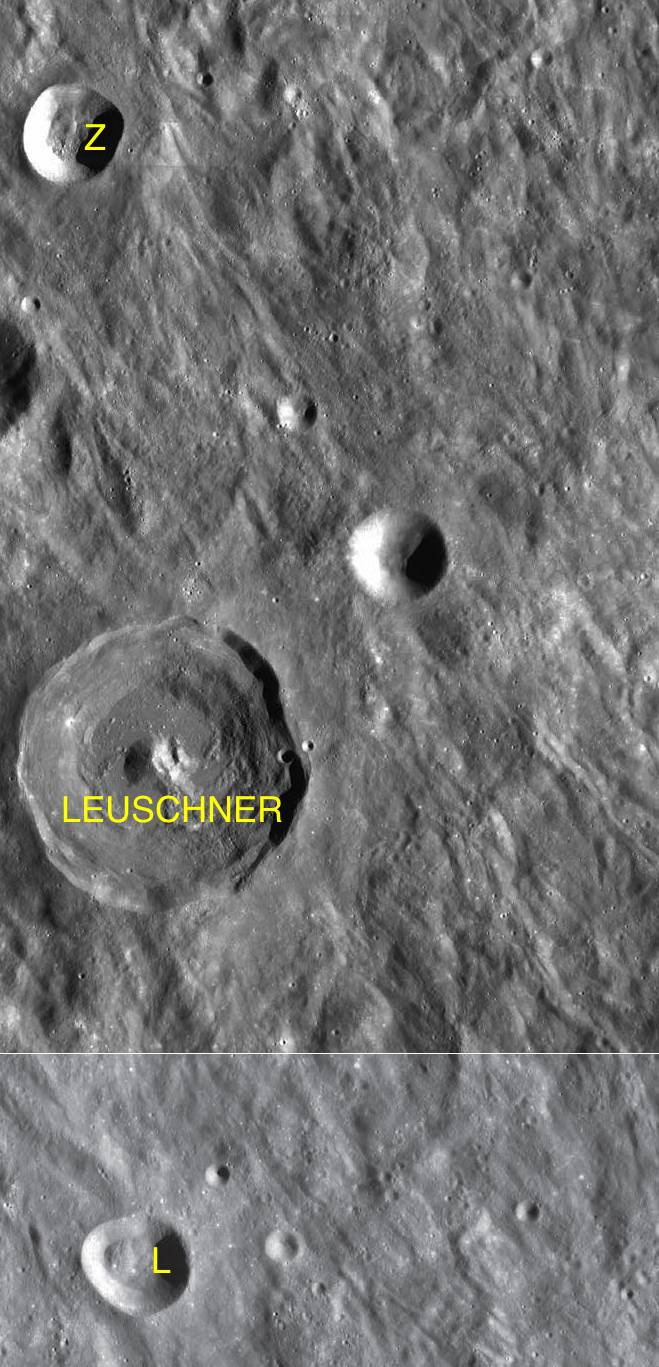
LAC-72与LAC-90拼接图

| 洛伊施纳 | 緯度    | 經度      | 直徑     |
| -------- | ------- | --------- | -------- |
| L        | 1.19° S | 109.18° W | 18.5公里 |
| Z        | 5.24° N | 109.56° W | 17.5公里 |

## 另请参阅
- 小行星1361 洛伊施纳里亚

## 延伸阅读
- Andersson, L. E.; Whitaker, E. A. . NASA RP-1097. 1982.
- Blue, Jennifer. . USGS. July 25, 2007  [2007-08-05]. （原始内容存档于2012-04-08）.
- Bussey, B.; Spudis, P. . New York: Cambridge University Press. 2004. ISBN 978-0-521-81528-4.
- Cocks, Elijah E.; Cocks, Josiah C. . Tudor Publishers. 1995. ISBN 978-0-936389-27-1.
- McDowell, Jonathan. . Jonathan's Space Report. July 15, 2007  [2007-10-24]. （原始内容存档于2012-05-26）.
- Menzel, D. H.; Minnaert, M.; Levin, B.; Dollfus, A.; Bell, B. . Space Science Reviews. 1971, 12 (2): 136–186. Bibcode:1971SSRv...12..136M. doi:10.1007/BF00171763.
- Moore, Patrick. . Sterling Publishing Co. 2001. ISBN 978-0-304-35469-6.
- Price, Fred W. . Cambridge University Press. 1988. ISBN 978-0-521-33500-3.
- Rükl, Antonín. . Kalmbach Books. 1990. ISBN 978-0-913135-17-4.
- Webb, Rev. T. W.  6th revised. Dover. 1962. ISBN 978-0-486-20917-3.
- Whitaker, Ewen A. . Cambridge University Press. 1999. ISBN 978-0-521-62248-6.
- Wlasuk, Peter T. . Springer. 2000. ISBN 978-1-85233-193-1.